# テバク〜運命の瞬間〜
テバク～運命の瞬間～(てばく～うんめいのとき～ 韓国語:대박、英語:Daebak )は、2016年にSBSで放送されたテレビドラマ(時代劇)である。2016年3月28日から2016年6月14日まで放映された。全24話。

## 概要
淑嬪崔氏の早世した長男永壽君をモチーフにして描かれた作品。淑嬪崔氏の子であるペク・テギルは、戝民として生きることを余儀なくされ、幼い頃を賭博師の子として生きてきた。そして王・粛宗に復讐するため、テギルは、自身の生涯に賭けていく。

## あらすじ
賭博師のマングム（イ・ムンシク）によって、貧しい生活を苦いられたボクスン（ユン・ジンソ）は一晩中、働いていた。マングムは賭博場の女主人であったホンメに賭博の返済を強く求められていた。貧しい生活に疲弊したボクスンはイ・インジャという男から王室に嫁ぐようにと提案を受ける。女官に扮したボクスンは粛宗（チェ・ミンス）の目に止まった。すぐに既婚者であることを知ると、調査する。粛宗はボクスンの夫が賭博師と知ると商人に扮し、賭博場に現れる。粛宗の罠に嵌ったマングムは賭博で敗北し、ボクスンは粛宗の妻となった。
数十年後、逞しく育ったペク・テギル（チャン・グンソク）は漢陽の街中で出会ったタムソ（イム・ジヨン）に見惚れる。漢陽から帰ってきたテギルはマングム達と喜ばしく酒を酌み交わすが、そこへホンメ（ユン・ジヘ）が現れる。ホンメはテギルを刺したが、実はマングムはインジャから追われていたのだった。インジャは弓矢でマングムに向けて射る。弓矢はマングムに刺さり、テギル達は船で逃げることに。テギルは気が付くとマングムの姿が消えていて、嘆いた。

## キャスト

### 主要人物
- ペク・テギル(永壽君)：チャン・グンソク

朝鮮一の賭博師。粛宗と淑嬪の長男として誕生するが、生後すぐに死産したことにされ、マングムに育てられた。自身の運命を狂わせたインジャに復讐を誓う。
淑嬪崔氏の長男であった永壽君（ヨンスグン）がモデル。1693年に生まれたが、わずか生後2ヶ月後に死亡した。
- 延仍君/英祖/イ・クム：ヨ・ジング

粛宗の長男、後の朝鮮第21代王。母が卑しい身分であったことから周囲からは存在視されていない。異父兄のテギルの存在を警戒する。
- 李麟佐（朝鮮語版）（イ・インジャ）：チョン・グァンリョル

テギルの仇となる少論派の中心人物。ボクスンを側室として宮廷に送り込み、景宗の側近になるなど、権力のためなら手段を選ばない。
- 粛宗：チェ・ミンス

朝鮮第19代王。絶対的権力を持つ冷酷な人物。時に延仍君と景宗には冷たく接する。マングムとの賭博対決でボクスンを妻として奪った。
- タムソ：イム・ジヨン

幼い頃に父をインジャに殺されたが、その事実を知らずにインジャに育てられた女刺客。テギルと偶然出会う。
- ボクスン/淑嬪（スクビン）チェ氏：ユン・ジンソ

テギルと延仍君の生母。賎民として貧しく暮らしていたが、インジャの陰謀で粛宗の側室となった。今も生き別れたテギルのことを忘れられずにいる。

### テギルの周辺人物
- ペク・マングム：イ・ムンシク

賭博師、テギルの養父。財産と妻だったボクスンを粛宗に奪われたが、ボクスンが産んだテギルを大切に男手一つで育ててきた。
- ナム・トッケビ：イム・ヒョンシク

賭博界の生きる伝説。テギルの賭博の師匠であり、祖父のような存在。
- キム・チェゴン：アン・ギルガン

テギルの武術の師匠。五軍営の元官僚。

### インジャの周辺人物
- ホンメ：ユン・ジヘ

インジャに服従する賭博場の女主人。
- ムミョン：チ・イルジュ

インジャの部下で刺客。
- ファング：チョン・スジン

妓楼「月香閣」の行首（ヘンス）。かつては禧嬪張氏の側近であった。

### 王室
- 景宗/イ・ユン：ヒョヌ

世子（セジャ）、後の朝鮮第20代王。母の処刑後、自身の地位を揺るがされることに気づく。
- チャン・オクチョン：オ・ヨナ

粛宗の王妃、景宗の生母。かつては粛宗の寵愛を受け続けていたが、後に粛宗の寵愛を受けたボクスンを虐める。後に廃妃となり、処刑された。
- 宣懿王后（ソニワンフ）：ホン・イェジン

景宗の王妃（継室）。後に王大妃（ワンテビ）。

## 視聴率
| 2016年     | 2016年     | 2016年           | 2016年           | 2016年           | 2016年           |
| Ep         | 放送日     | TNmS視聴率       | TNmS視聴率       | AGB視聴率        | AGB視聴率        |
| Ep         | 放送日     | 大韓民国（全国） | ソウル（首都圏） | 大韓民国（全国） | ソウル（首都圏） |
| ---------- | ---------- | ---------------- | ---------------- | ---------------- | ---------------- |
| 第1話      | 3月28日    | 9.5%             | 11.1%            | 11.8%            | 13.0%            |
| 第2話      | 3月29日    | 9.9%             | 11.0%            | 12.2%            | 13.7%            |
| 第3話      | 4月4日     | 9.1%             | 10.1%            | 11.6%            | 12.5%            |
| 第4話      | 4月5日     | 8.9%             | 10.4%            | 9.5%             | 10.4%            |
| 第5話      | 4月11日    | 8.6%             | 10.4%            | 9.2%             | 9.8%             |
| 第6話      | 4月12日    | 8.0%             | 10.2%            | 8.4%             | 9.3%             |
| 第7話      | 4月18日    | 8.1%             | 9.3%             | 9.1%             | 8.9%             |
| 第8話      | 4月19日    | 7.7%             | 9.2%             | 8.7%             | 9.1%             |
| 第9話      | 4月25日    | 8.2%             | 9.5%             | 8.0%             | 8.5%             |
| 第10話     | 4月26日    | 8.1%             | 9.5%             | 8.9%             | 9.7%             |
| 第11話     | 5月2日     | 8.3%             | 10.5%            | 8.9%             | 9.4%             |
| 第12話     | 5月3日     | 8.8%             | 10.8%            | 9.2%             | 9.8%             |
| 第13話     | 5月9日     | 8.5%             | 9.8%             | 8.7%             | 9.3%             |
| 第14話     | 5月10日    | 8.6%             | 11.3%            | 8.4%             | 8.8%             |
| 第15話     | 5月16日    | 8.1%             | 9.4%             | 8.4%             | 8.3%             |
| 第16話     | 5月17日    | 8.0%             | 8.8%             | 9.6%             | 10.4%            |
| 第17話     | 5月23日    | 7.5%             | 8.7%             | 9.5%             | 10.5%            |
| 第18話     | 5月24日    | 7.6%             | 8.6%             | 8.5%             | 8.8%             |
| 第19話     | 5月30日    | 7.6%             | 9.3%             | 7.7%             | 7.8%             |
| 第20話     | 5月31日    | 6.8%             | 7.9%             | 8.1%             | 8.1%             |
| 第21話     | 6月6日     | 8.6%             | 10.2%            | 10.3%            | 11.4%            |
| 第22話     | 6月7日     | 8.9%             | 10.8%            | 9.9%             | 10.0%            |
| 第23話     | 6月13日    | 8.6%             | 10.3%            | 9.2%             | 9.1%             |
| 第24話     | 6月14日    | 9.0%             | 10.6%            | 10.0%            | 10.2%            |
| 平均視聴率 | 平均視聴率 | 8.4%             | 9.9%             | 9.3%             | 9.9%             |

## 日本での放送
日本では、BS日テレやホームドラマチャンネル、BS-TBSにて、2018年に放映された。なお、BSTBSでは　全29話で放映された。